# Strauch (Solingen)
Strauch ist ein Wohnplatz im Solinger Stadtteil Wald.

## Lage und Beschreibung
Strauch liegt im Osten des Solinger Stadtteils Wald, der ehemalige Bauernhof befand sich ungefähr entlang der nach dem Wohnplatz benannten Straucher Straße inmitten des heutigen Gewerbe- und Industriegebietes Wald Bahnhof im Nordosten von Demmeltrath. Der Ort wird nach Westen hin durch den Verlauf der Korkenziehertrasse begrenzt, der ehemaligen Eisenbahnstrecke, an der sich bei dem Ort Strauch der Bahnhof der Stadt Wald mit seinen zahlreichen Gleisanlagen befand. Auf dem weitläufigen Gelände zwischen Strauch im Süden und Delle im Norden erstreckt sich heute das Gewerbegebiet Wald Bahnhof, Strauch dominieren darum heute Gewerbe- und Industriegebäude. Östlich von Strauch liegt Hahnenhaus, im Süden an den Hängen des Demmeltrather Bachtals liegen Eigener Feld sowie Eigener Berg. Im Westen liegen Schneppert und Stübben.  

## Geschichte
Über die Ursprünge des Ortes Strauch in Form einer altbergischen Hofschaft ist kaum etwas bekannt. Nachweisbar ist der Ort seit dem 17. Jahrhundert. In dem Kartenwerk Topographia Ducatus Montani von Erich Philipp Ploennies, Blatt Amt Solingen, aus dem Jahre 1715 ist der Ort mit einer Hofstelle verzeichnet und als Struk benannt. Der Ort gehörte zur Honschaft Itter innerhalb des Amtes Solingen. Die Topographische Aufnahme der Rheinlande von 1824 verzeichnet den Ort als im Strauche und die Preußische Uraufnahme von 1844 als Strauch. In der Topographischen Karte des Regierungsbezirks Düsseldorf von 1871 ist der Ort ebenfalls als Strauch verzeichnet.
Nach Gründung der Mairien und späteren Bürgermeistereien Anfang des 19. Jahrhunderts gehörte Strauch zur Bürgermeisterei Wald, dort lag er in der Flur II. (Holz). 1815/16 lebten 33, im Jahr 1830 39 Menschen im als Weiler bezeichneten Strauch. 1832 war der Ort Teil der Ersten Dorfhonschaft innerhalb der Bürgermeisterei Wald. Der nach der Statistik und Topographie des Regierungsbezirks Düsseldorf als Hofstadt kategorisierte Ort besaß zu dieser Zeit acht Wohnhäuser und sechs landwirtschaftliche Gebäude. Zu dieser Zeit lebten 33 Einwohner im Ort, davon einer katholischen und 32 evangelischen Bekenntnisses. Die Gemeinde- und Gutbezirksstatistik der Rheinprovinz führt den Ort 1871 mit neun Wohnhäusern und 70 Einwohnern auf. Im Gemeindelexikon für die Provinz Rheinland von 1888 werden für Strauch zwölf Wohnhäuser mit 85 Einwohnern angegeben. 1895 besitzt der Ortsteil elf Wohnhäuser mit 84 Einwohnern, 1905 werden zehn Wohnhäuser und 53 Einwohner angegeben.

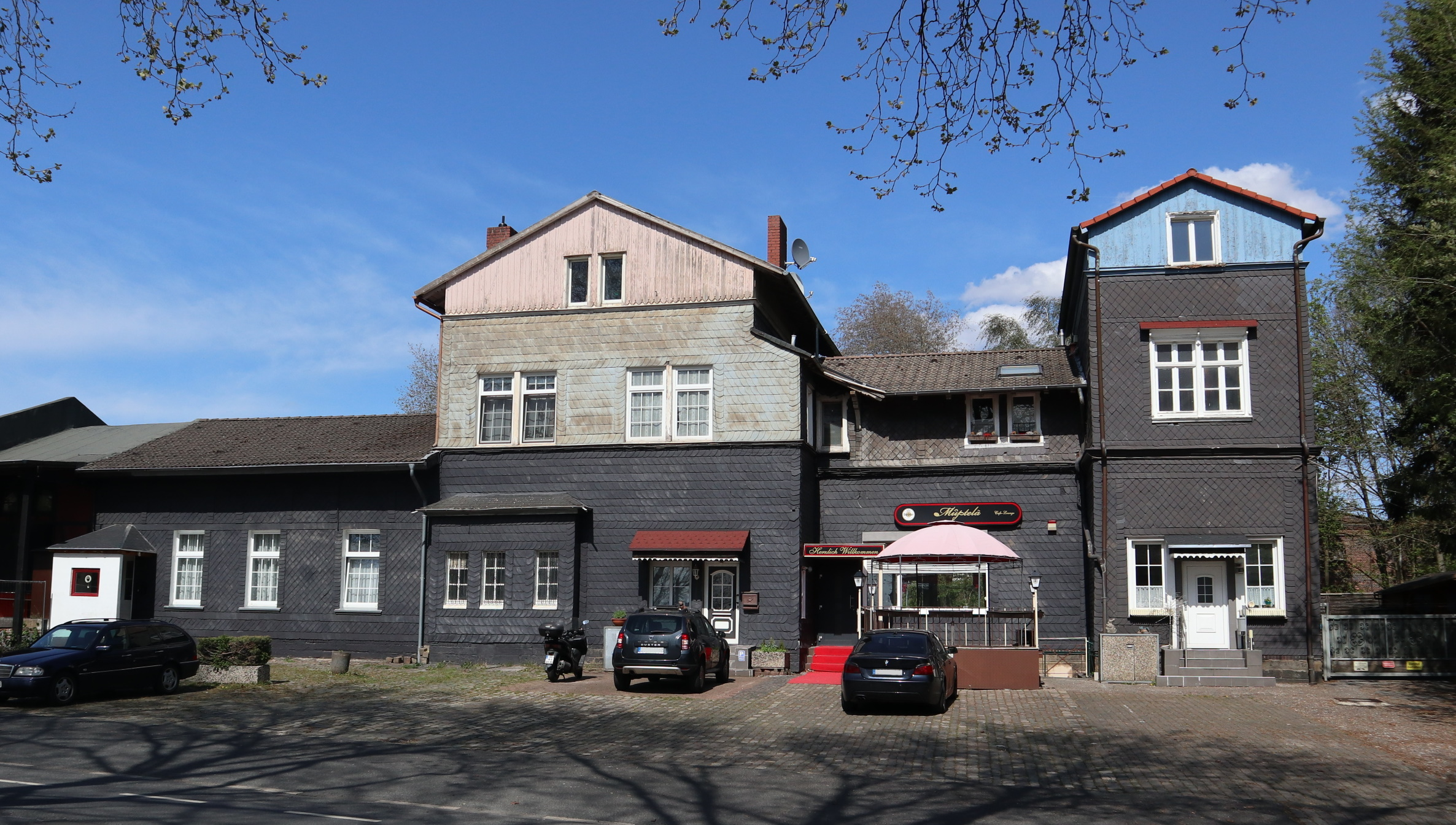
Bahnhof Wald

Im Jahre 1887 wurde am Ort vorbei die Bahnstrecke Solingen–Wuppertal-Vohwinkel trassiert, der Bahnhof Solingen-Wald mit seinen umfangreichen Gleisanlagen befand sich in der Höhe Strauchs. Er wurde am 15. November 1887 eröffnet. Infolge der Nähe zum Bahnhof siedelten sich in Strauch rasch einige Industriebetriebe an, die die Vorteile eines schnellen Ab- und Zutransport ihrer Waren zu schätzen wussten. So wandelte sich das Bild des Ortes: Viele Freiflächen wurden mit Fabriken und Lagerhallen bebaut, die alten Hofschaftsgebäude wurden vollständig abgerissen. Mit der Städtevereinigung zu Groß-Solingen im Jahre 1929 wurde Strauch ein Ortsteil Solingens. Auch nach Stilllegung des zuletzt nur noch für den Güterverkehr genutzten Bahnhofes im Jahre 1994/1995 ist die Umgebung weiterhin gewerblich und industriell geprägt.